# Hypsiboas botumirim
Hypsiboas botumirim es una especie de anfibio anuro de la familia Hylidae.

## Distribución geográfica
Esta especie es endémica del estado de Minas Gerais en Brasil. Habita a unos 660 m sobre el nivel del mar en el municipio de Botumirim.

## Etimología
El nombre de la especie le fue dado en referencia al lugar de su descubrimiento, Botumirim.

## Publicación original
- Caramaschi, Cruz & Nascimento, 2009: A new species of Hypsiboas of the H. polytaenius clade from southeastern Brazil (Anura: Hylidae). South American Journal of Herpetology, vol. 4, n.º 3, p. 210-216.[2]